# Team Eurosped 2020-2021
Questa voce raccoglie le informazioni riguardanti il Team Eurosped nelle competizioni ufficiali della stagione 2020-2021.

## Organigramma societario
Area direttiva
- Presidente: Marcel Jansink

Area tecnica
- Primo allenatore: Diane Rademaker

## Rosa
| N° | Nome                  | Ruolo | Data di nascita   | Nazionalità sportiva |
| -- | --------------------- | ----- | ----------------- | -------------------- |
| 1  | Lieke Hilgenberg      | L     | 19 dicembre 1998  | Paesi Bassi          |
| 2  | Kirsten Spruijt       | O     | 6 gennaio 1999    | Paesi Bassi          |
| 3  | Anneclaire ter Brugge | O     | 20 febbraio 2002  | Paesi Bassi          |
| 4  | Evie van Kerkvoorde   | S     | 20 aprile 2001    | Paesi Bassi          |
| 5  | Lisanne Baak          | C     | 25 giugno 1994    | Paesi Bassi          |
| 6  | Wies Bekhuis          | P     | 7 settembre 2001  | Paesi Bassi          |
| 7  | Charlot Vellener      | P     | 30 maggio 2001    | Paesi Bassi          |
| 9  | Eline Geerdink        | C     | 3 maggio 2000     | Paesi Bassi          |
| 10 | Jolien Knollema       | S     | 5 gennaio 2003    | Paesi Bassi          |
| 11 | Lisa Boer             | C     | 2 febbraio 1998   | Paesi Bassi          |
| 12 | Laura Roelofs         | S     | 26 gennaio 2005   | Paesi Bassi          |
| 14 | Alaska Zwaanswijk     | S     | 18 settembre 2003 | Paesi Bassi          |

## Statistiche

### Statistiche di squadra
| Competizione          | Punti | In casa | In casa | In casa | In trasferta | In trasferta | In trasferta | Totale | Totale | Totale |
| Competizione          | Punti | G       | V       | P       | G            | V            | P            | G      | V      | P      |
| --------------------- | ----- | ------- | ------- | ------- | ------------ | ------------ | ------------ | ------ | ------ | ------ |
| Eredivisie            | 12/17 | 9       | 5       | 4       | 7            | 4            | 3            | 16     | 9      | 7      |
| Coppa dei Paesi Bassi | -     | 1       | 0       | 1       | 0            | 0            | 0            | 1      | 0      | 1      |
| Totale                | -     | 10      | 5       | 5       | 7            | 4            | 3            | 17     | 9      | 8      |